# Tmesisternus andaii
Tmesisternus andaii là một loài bọ cánh cứng trong họ Cerambycidae.